# かなりや姉妹
かなりや姉妹（かなりやしまい）は1962年（昭和37年）デビューの女性デュオ歌手である。

## メンバー
- 五城美雪（デビュー時18歳）
- 五城美樹（デビュー時16歳）

## デビュー
作曲家・万城目正に師事するかたわら、横浜のナイトクラブやキャバレーで歌っていたところ、1962年、東芝音楽工業専属の作曲家・増田幸造に見いだされレコードデビューを果たした。増田は「美貌と言い天分といいこまどり姉妹に劣らない」と評している。
デビュー曲は増田作曲の「母恋千鳥 / 姉妹千鳥」。「かなりや姉妹」という名がいかにもこまどり姉妹の亜流と思われやすいため関係者はあれこれ新しい名称を考慮中であった。